# Caimanicola pavida
Caimanicola pavida är en plattmaskart. Caimanicola pavida ingår i släktet Caimanicola och familjen Acanthostomatidae. Inga underarter finns listade i Catalogue of Life.